# あらき
株式会社あらき（Araki Co., Inc.）とは、広島県広島市佐伯区に本社を置く、インターネットカフェの複合カフェ事業、外食産業事業を主な業務とする企業である。

## 沿革

### 旧：株式会社あらき→URBAN SPACE株式会社
- 1930年 寝具の加工・販売事業者として創業。
- 1975年 株式会社あらき設立。
- 1987年 レンタルビデオ事業「じゅげむ」の運営を開始。
- 1998年 ラーメン専門店「香龍」の運営を開始。
- 2001年 複合カフェ事業「メディアカフェポパイ」の運営を開始。
- 2003年 家庭的な和定食を中心とした「大戸屋ごはん処」の運営を開始。
- 2005年 「タリーズコーヒー」の運営を開始。
- 2008年 リサイクル事業「爆釣屋」の運営を開始。
- 2010年4月 「CARD BOX JUGEM」の運営を開始。本社を広島市安佐南区古市2丁目35-11 猫本ビル1Fに移転。
- 2010年6月 ヘアカット専門店「クイックカットBB」の運営を開始。
- 2012年8月22日 株式会社フリークス コアおよび株式会社MKロードを完全子会社化。
- 2013年3月 リラクゼーションショップ「手もみ らくや」の運営を開始。
- 2014年11月1日 「酒場 アングラーズ」の運営を開始。
- 2014年11月21日 子会社の株式会社スペースプラスが「シンプルステイ宮島」の運営を開始。
- 2015年6月29日 本社を広島市中区本通8-14 本通Kビル2Fに移転。
- 2015年8月1日 「靴修理・合カギの店プラス・ワン」の運営を開始。
- 2015年8月6日 「iPhone修理 スマホスピタル」の運営を開始。
- 2015年8月12日 子会社の株式会社B2がヘアカラー専門店「somaru」の運営を開始。
- 2019年12月 - 事業を株式会社あらき（新社）へ譲渡したと同時に事業停止。株式会社あらき（旧社）はURBAN SPACE株式会社へ商号変更したと同時に、本社を広島市中区紙屋町へ移転[1]。

### 新：株式会社あらき
- 2017年2月 - 設立。本社を広島市中区紙屋町に置く。
- 2019年12月 - 株式会社あらき（旧社）から事業を譲受。
- 2020年
  - 6月 - 本社を広島市中区本通へ移転。
  - 11月 - リサイクル事業から撤退。
  - 12月 - 本社を広島市佐伯区へ移転。

## 主な事業

### 現在手掛けている事業
- 漫画喫茶・インターネットカフェの複合カフェ事業（ネットカフェ部門）
  - 「メディアカフェポパイ」 4店舗
    - 大阪府：1店舗（高槻店）
    - 兵庫県：1店舗（三宮店）
    - 山口県：1店舗（下関山の田店）
    - 福岡県：1店舗（小倉駅北店）
- 外食産業事業（外食部門）
  - 「大戸屋ごはん処」（和定食中心） 1店舗
    - 広島県：1店舗（本通店）

  - 「タリーズコーヒー」 1店舗
    - 広島県：1店舗（広島神辺店）
- 「iPhone修理 スマホスピタル」
- ヘアーサロン事業
  - ヘアカット専門店「クイックカットBB」
  - ヘアカラー専門店「somaru」（子会社の株式会社B2による運営）

### かつて手掛けていた事業
- ビデオ・DVD・CD・コミックのレンタルビデオ事業（ビデオ部門）
  - 「じゅげむ」 10店舗
    - 広島県：2店舗（西原店・御幸店）
    - 山口県：8店舗（山の田店・吉敷店・中央店・緑町店・下松店・柳井店・遠石店・富田店）
- 外食産業事業（外食部門）
  - 「酒場 アングラーズ」
- リサイクル事業（リサイクル部門）
  - 「爆釣屋」 5店舗
    - 広島県：2店舗（広島西原店・福山御幸店）
    - 山口県：3店舗（山口防府店・山口富田店・山口柳井店）

  - 「CARD BOX JUGEM」 3店舗
    - 広島県：2店舗（西原店・御幸店）
    - 山口県：1店舗（山の田店）
- リラクゼーションショップ「手もみ らくや」
- 「靴修理・合カギの店プラス・ワン」